# RSHA
RSHA, Reichssicherheitshauptamt, var paraplyorganisation for det tyske sikkerhedspoliti fra 1939 til 1945. Det blev dannet ved sammenslutning af Kriminalpolitiet KRIPO, Sikkerhedspolitiet SIPO og Sikkerhedstjenesten SD. Leder var Reinhard Heydrich til 1942, hvorefter Ernst Kaltenbrunner overtog.
RSHA var inddelt i afdelinger (Ämte), som blev benævnt med romertal I-VII med underafdelinger. IV B4 som var Adolf Eichmanns afdeling.
- I Personale. Bruno Streckenbach
- II Organisation og jura. Dr. Werner Best, senere Dr. Neckmann
- III Interne sager. Tysk indenrigstjeneste. Otto Ohlendorf
- IV Gestapo (med 14 underafdelinger og grænsepolitiet). Heinrich Müller
- V Kriminalpolitiet (4 underafdelinger). Arthur Nebe
- VI Udenrigsefterretning (SD). Heinz Jost, senere Walter Schellenberg
- VII Ideologi. Professor Franz Six